# Chapelle Saint John
La chapelle Saint John est un ancien lieu de culte aujourd'hui disparu de la paroisse de Trinity Church, dans le sud de Manhattan à New York.

## Présentation
La chapelle est construite dans la rue Varick en 1803 dans le quartier actuel de Tribeca selon les plans de l'architecte John Mc Comb junior et de son frère Isaac Mc Comb. Elle présente à l'origine un portique prostyle en grès à quatre colonnes et une tour surmontée d'une flèche haute de 65,30 mètres. Le chœur, conçu par Richard Upjohn, est ajouté en 1857.
En ce début du XIXe siècle, le quartier accueillant la chapelle est essentiellement résidentiel et compte parmi les plus huppés de New York. Le parc Saint John jouxtant la chapelle à l'ouest est un lieu de promenade et de détente pour les résidents aisés du quartier.
Au début des années 1870, l'exploitant des chemins de fer New York Central Railroad acquiert le parc pour en faire un terminal de fret urbain. Cet évènement bouleverse la physionomie du quartier, dont les classes sociales aisées finissent par se détourner. Il devient au fil du temps une banlieue sans attrait et les élégantes demeures de jadis se délabrent peu à peu.
Les paroissiens abandonnent la chapelle dans les années 1890, et celle-ci est finalement détruite en 1918. Les traces marquant la présence de l'ancienne chapelle sont complètement effacées lors d'un plan de réaménagement et d'élargissement de la rue Varick. Les autorités municipales auraient souhaité conserver des éléments architecturaux comme le portique et la flèche pour les intégrer au nouveau plan d'aménagement au titre de la mémoire du lieu mais les autorités religieuses propriétaires de l'édifice préfèrent le démolir entièrement.

## Galerie

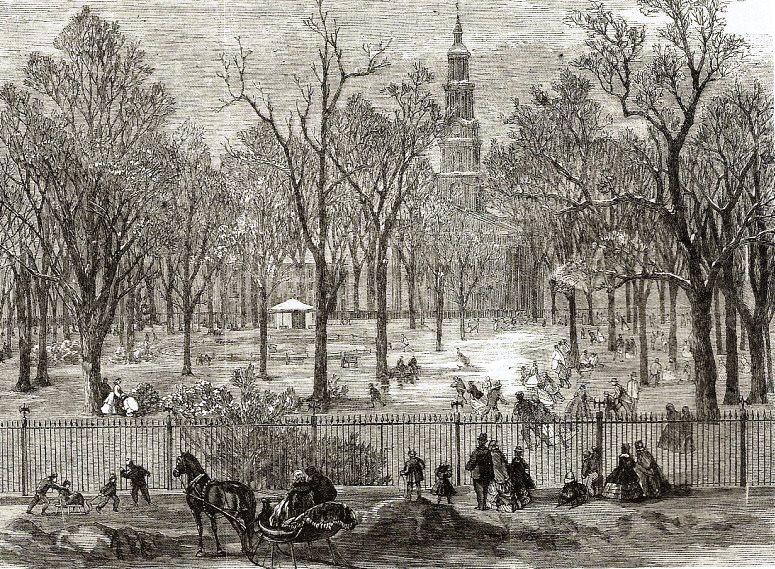
Saint John's park pendant l'hiver 1866
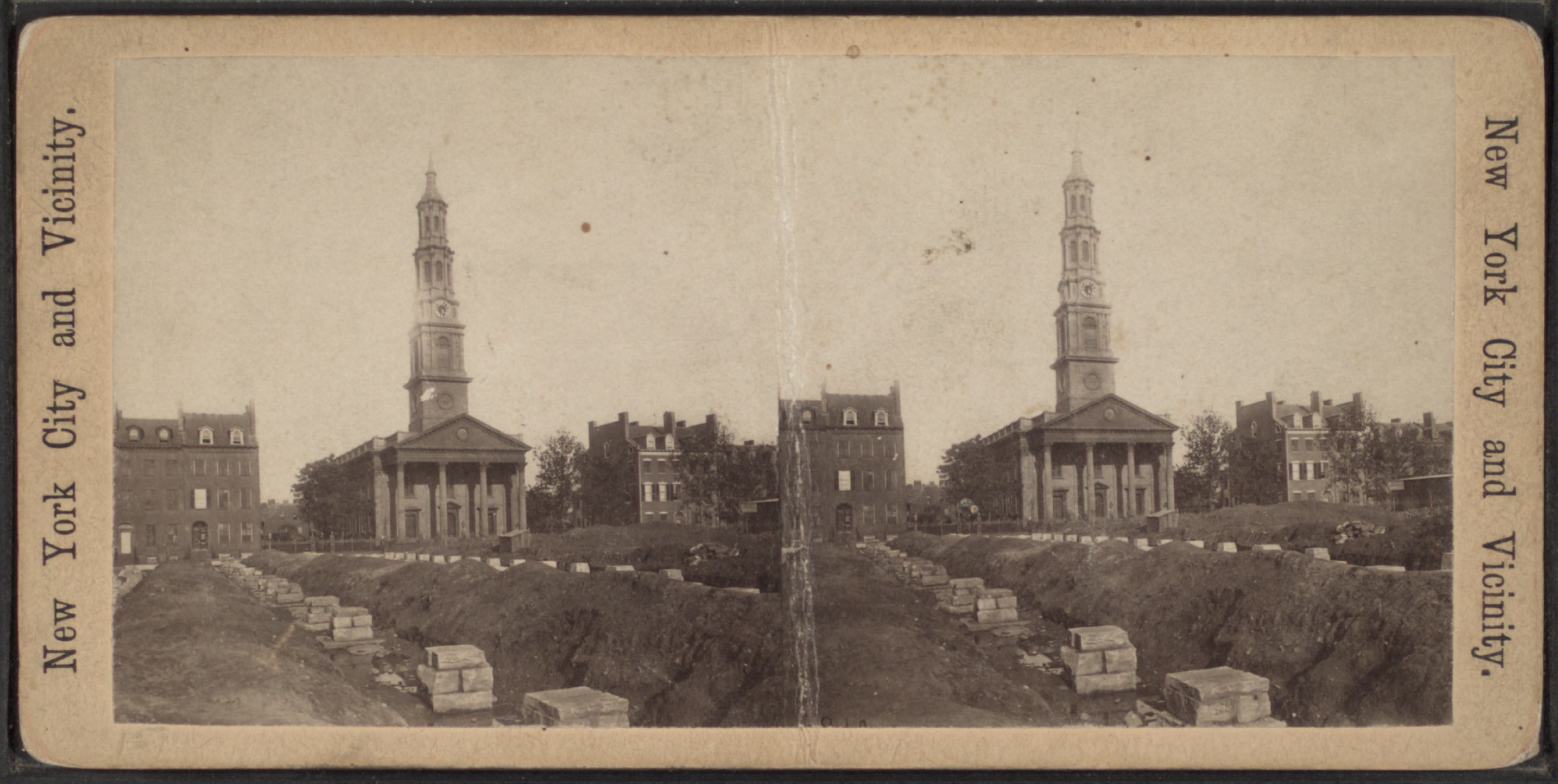
Photo stéréoscopique de la chapelle Saint John, en 1867
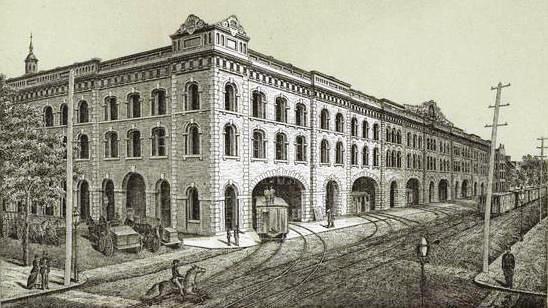
Terminal de fret construit à l'emplacement du parc Saint John